# ビチクチ
ビチクチとは、モンゴル語で「書く人」を意味する単語で、転じてモンゴル帝国では書記官僚を指す用語として用いられた。官僚制度が整備される以前のモンゴル帝国において、ビチクチは政治・経済・外交など他分野に携わる官僚として活躍した。そのため、征服地の漢人やペルシア人からは「丞相」、「ワジール（宰相）」と称されることもあるが、その実態は大きく異なる。

## 語源
モンゴル高原における「ビチクチ」という概念の歴史は古く、4世紀に鮮卑人が建国した北魏において、すでに「文書を扱う吏」を意味する「比徳真（bitikčin）」という官職があったことが記録されている。「ビチクチ」という単語はオルホン碑文などに見えるテュルク語の「bit(手紙、書き物の意)」から派生したもので、中国語の「筆（pit）」、あるいは印欧語族に見られる「pitaka（文書、経典書などの意）」由来するものではないかと考えられている。
漢文以外の史料では10世紀に中央アジアのカラハン朝で編纂された「クタドゥグ・ビリグ」にも用例があり、このころにはテュルク計諸民族に「ビチクチ」という概念が広まっていた。後述するようにモンゴル部には元来文字を用いる伝統がなかったため、モンゴル帝国における「ビチクチ」も西方のテュルク諸民族から輸入した概念ではないかと考えられている。

## 歴史

### モンゴル帝国におけるビチクチの起源
12世紀末にチンギス・カンを中心として勢力を拡大してきたモンゴル・ウルスは、南宋より訪れた使者が「モンゴルが起こった時、文書はなく、命令を発し使者を派遣する時にはただ指に刻むのみであった（今韃之始起、並無文書、凡発命令、遣使往来、止是刻指以記之）」と述べるように当初文書行政を行う段階に至っていなかった。モンゴル帝国の国家運営にとって大きな転機となったのが1204年のケレイト・ウルス征服で、 モンゴルに先んじてウイグル文字を用いた文書行政を施行していたケレイトの征服は多数の書記官僚をモンゴルにもたらした。 チンカイ、シラ・オグルといった最初期にチンギス・カンに使えた者達は皆ケレイト部出身かケレイトに縁のある者で、これらの人材を得たことがモンゴル帝国における文書行政の起源になった。また、1205年のナイマン部征服に先立ってチンギス・カンはケシク制度の整備を行っているが、このときにビチクチ制度の整備も行われたのではないかと推測されている。
1206年、モンゴル高原を統一したチンギス・カンはモンゴル帝国を建国し、これ以後周辺諸地域域の征服を始めるようになった。周辺諸国を征服する過程でチンギス・カンはチュンシャン、耶律楚材といった被征服民をビチクチとして登用し、征服地の人民に対する命令書の作成などを任せた。ただし、これらの現地採用ビチクチの権限はきわめて限定されたものであり、ウルグ・ビチクチたるチンカイの最終的な決済がなければ文書発行ができなかったことなどが知られている。

### 行尚書省とビチクチ
チンギス・カン時代のモンゴル帝国には征服地の統治に携わる余地がなく、征服地にはダルガチを置いて間接支配下とするに留まっていた。第2代皇帝オゴデイの時代より征服地の統治機構の整備が本格的に始まり、ここで活躍したのがビチクチたちであった。東方ではカアンに直属する耶律楚材らのビチクチが旧金朝領の統治機構を整備し、この統治機構は現地において「中書省」とも呼ばれた。一方、西方ではチン・テムルを中心としてイラン統治機関（モンゴル史研究者は便宜的に「イラン総督府」と呼称する）が設置されたが、イラン総督府の実務を担当したのは諸王家から派遣されてきたビチクチであった。1251年に即位した第四代皇帝モンケの治世においてモンゴル帝国の統治組織の整備はより一層進められ、モンケはジョチ・ウルスを除く帝国領を3つ（東アジア・中央アジア・西アジア）に分類し、それぞれに燕京等処行尚書省・ビシュバリク等処行尚書省事・アム河等処行尚書省の3つの行尚書省を設置した。これらの尚書省はオゴデイ時代から整備が進められていた征服地の統治機構を発展させたもので、引き続きビチクチが重用されていた。

### クビライ以後のビチクチ
1260年にモンケが遠征先で急死すると、弟のクビライとアリク・ブケとの間で帝位継承戦争が勃発した。クビライはこの内戦に勝利したものの全モンゴル王公の支持を得るには至らず、東方に限定されたクビライの勢力圏を大元ウルス(元朝)と呼称する。また、帝位継承戦争に際して中央アジアではアルグがチャガタイ・ウルスを復興させ、イランではフレグが自立してフレグ・ウルスを建国した。結果としてモンケ時代の行尚書省は大元ウルス、チャガタイ・ウルス、フレグ・ウルスにそれぞれ乗っ取られる形となり、行尚書省に属していた官僚も各ウルスに吸収されることになった。
東方の大元ウルスと西方のフレグ・ウルスはそれぞれ伝統的な中国・イスラム式の統治体制の整備を進め、元行尚書省の書記官僚たちは新たな統治体制の確立に貢献した。しかし、統治体制の整備が進む中でかつてのチンカイ、ブルガイのような多分野に通じるビチクチは姿を消していき、「丞相/ワジール」と称されるようなビチクチは見られなくなっていった。

## ビチクチの性格
ビチクチの性格を考える上で重要なのが「ケシク（親衛隊）の一部で、 カアンあるいは王族に直属する官僚である」という点で、このような性格はビチクチを務める人物の去就に大きな影響を与えた。ビチクチはカアンとの個人的な紐帯によってカアンの権威を背景に絶大な権勢を振るい得るが、その忠誠の対象たるカアンが亡くなると一挙に立場を失うことも少なくなかった。たとえば、大ビチクチとして権勢をふるったチンカイ、ブルガイらであっても、それぞれグユク/モンケの死亡時に失脚してしまっている。

## 参考資料
- 坂本勉「モンゴル帝国における必闍赤=bitikci：憲宗メングの時代までを中心として」『史学』第4号、1970年
- 杉山正明『耶律楚材とその時代』白帝社、1996年
- 宮紀子『モンゴル時代の「知」の東西』名古屋大学出版会、2018年
- 四日市康博「ジャルグチとビチクチに関する一考察：モンゴル帝国時代の行政官」『史觀』第147冊、2002年